# Santa Filomena do Maranhão
Santa Filomena do Maranhão is een gemeente in de Braziliaanse deelstaat Maranhão. De gemeente telt 5.804 inwoners (schatting 2009).